# کتان (پارچه)

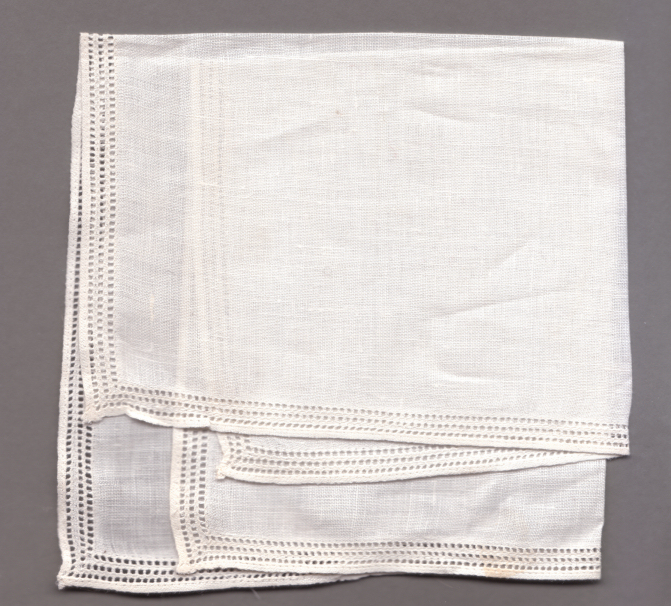
دستمال کتان

کتان (به انگلیسی: Linen) پارچه ساخته شده از الیاف گیاه کتان است.
کتان بسیار محکم و جاذب آب است و سریعتر از پنبه خشک می‌شود. به دلیل این ویژگی‌ها، پوشیدن این پارچه در هوای گرم راحت است و برای استفاده در لباس‌ها ارزش زیادی دارد. این ماده همچنین دارای خصوصیات متمایز دیگری از جمله تمایل به چین و چروک برداشتن است. بسیاری از محصولات دیگر، از جمله وسایل مبلمان منزل، نیز اغلب از پارچه‌های کتانی ساخته می‌شوند.

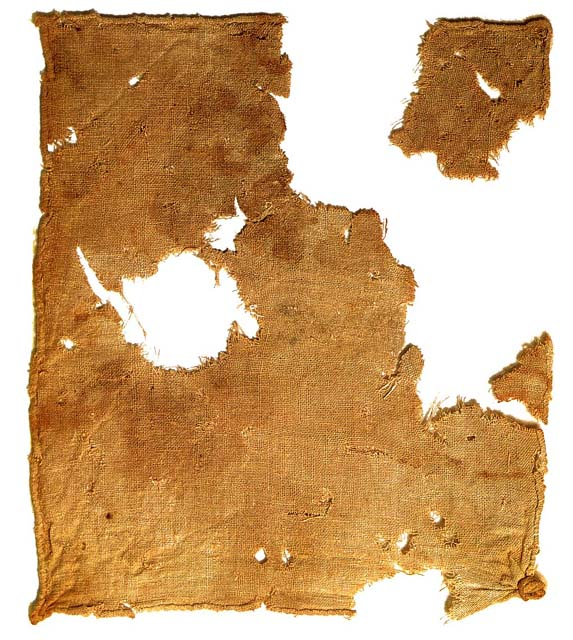
پارچه کتان بازیابی شده از غار ۱ قمران در حوالی بحرالمیّت.

به نظر می‌رسد پارچه‌های کتان از قدیمی‌ترین پارچه‌های موجود در جهان باشند. تاریخ آنها به هزاران سال قبل برمی گردد. الیاف کتان رنگی که در غاری در جنوب شرقی اروپا (گرجستان امروزی) یافت شده‌است، نشان می‌دهد استفاده از پارچه‌های کتان ممکن است به بیش از ۳۰ هزار سال پیش بازگردد. از کتان در تمدن‌های باستان از جمله بین‌النهرین و مصر باستان استفاده می‌شده‌است و همچنین از آن در کتاب مقدس مسیحیان یاد شده‌است. در قرن هجدهم و بعد از آن، صنعت کتان در اقتصاد چندین کشور در اروپا و همچنین مستعمرات آمریکا دارای اهمیت بود.